# Neillia
Neillia é um género botânico pertencente à família Rosaceae.

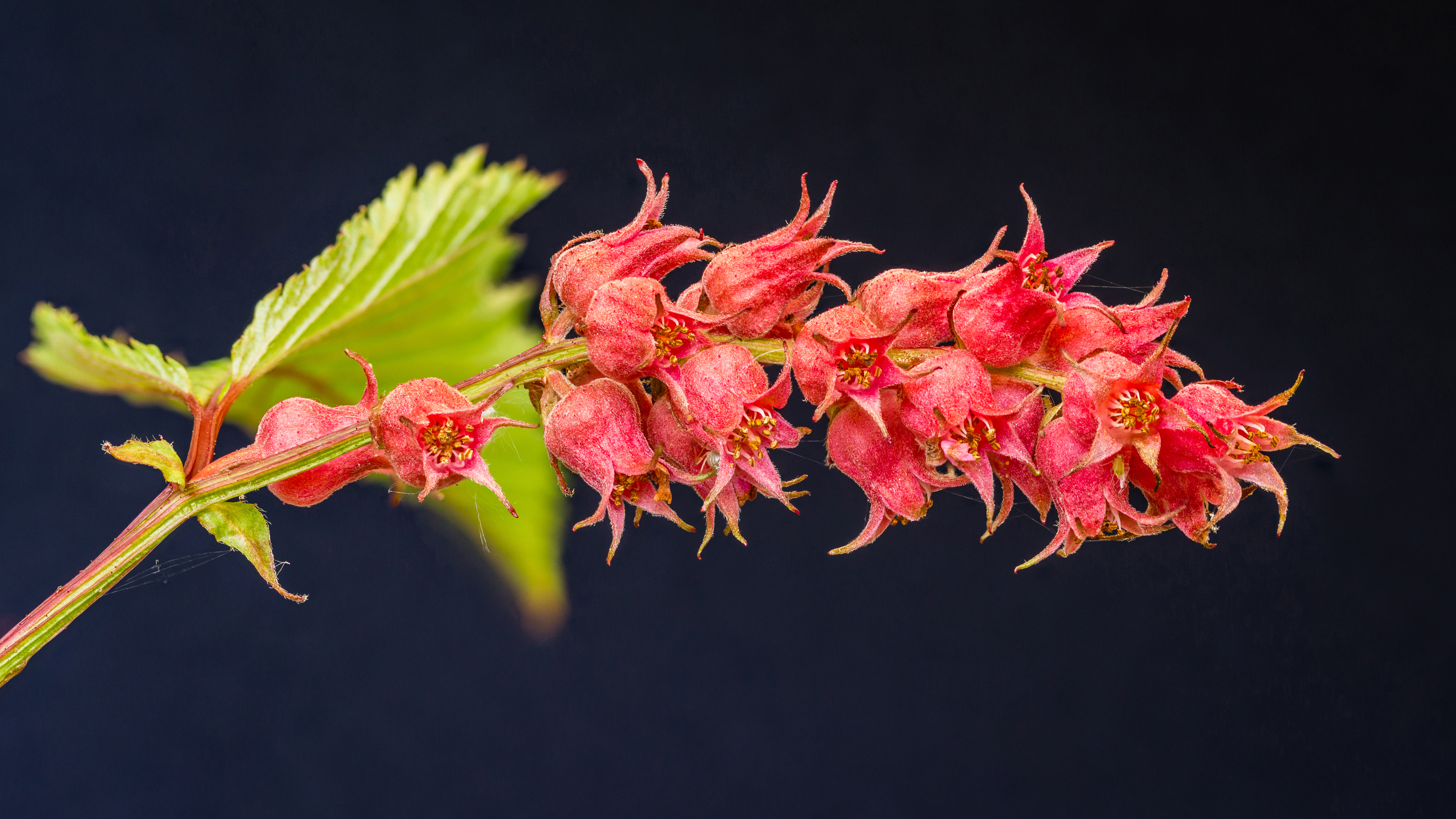
Flores da espécie Neillia affinis

## Espécies
Este gênero contém cerca de quinze a dezessete espécies. Análises filogenéticas recentes mostraram que o gênero Stephanandra está embutido em Neillia, e é talvez o resultado evolutivo da hibridação dentro das linhagens de Neillia. Por conta disso, os ex-integrantes de Stephanandra estão incluídos nessa classificação.
As espécies de Neillia são:
- Neillia affinis
- Neillia breviracemosa
- Neillia densiflora |
- Neillia fugongensis
- Neillia gracilis |
- Neillia grandiflora
- Neillia incisa – arbusto de renda
- Neillia jianggangshanensis
- Neillia ribesioides
- Neillia rubiflora |
- Neillia serratisepala
- Neillia sinensis |
- Neillia esparsiflora
- Tanakae Neillia
- Neillia thibetica |
- Neillia Thrysiflora
- Neillia uekii